# Marit Aarum

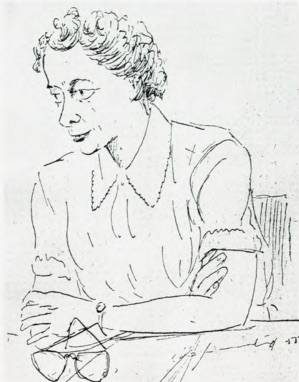
Marit Aarum, 1947

Marit Johanne Aarum (* 1903; † 1956) war eine norwegische Ökonomin, Entwicklungsexpertin, Politikerin der Liberalen Partei, Regierungsbeamtin und Frauenrechtlerin.

## Leben
Aarum studierte Wirtschaftswissenschaften an der Königlichen Frederiks-Universität in Kristiania (ab 1925 Oslo) und schloss ihr Studium 1926 ab. Sie war Inspektorin bei der norwegischen Arbeitsaufsichtsbehörde und war 1948 Vertreterin der norwegischen Regierung bei der internationalen Arbeitskonferenz. Von 1952 bis 1953 arbeitete sie als Entwicklungsexpertin der Internationalen Arbeitsorganisation in Pakistan.

## Politik
Aarum wurde 1952 Vizepräsidentin der Norsk Kvinnesaksforening (NKF). Als die Präsidentin Ingerid Gjøstein Resi im August 1955 bei einem Flugzeugabsturz in der Sowjetunion ums Leben kam, als sie Teil einer norwegischen diplomatischen Delegation war, übernahm Aarum das Amt des Präsidenten. Sie blieb Präsidentin bis zu ihrem Tod 1956.
Sie war Vorsitzende der Liberalen Partei in Oslo und Mitglied des Osloer Stadtrats. Von 1954 bis zu ihrem Tod war sie stellvertretendes Mitglied des norwegischen Parlaments. Sie vertrat den Wahlkreis Oslo.

## Publikationen
- Midlertidig lov om Arbeidsvilkår for hushjelp av 3. desember 1949 : med kommentarer samt en del om Ferieloven og Syketrygdloven, 1949